# Lorenz Müller (Herpetologe)
Lorenz Müller (* 18. Februar 1868 in Mainz; † 1. Februar 1953 in München) war ein deutscher Herpetologe.

## Leben und Wirken
Müller studierte zunächst Kunst und ging anschließend nach Paris, Belgien und in die Niederlande. Seit frühester Jugend war er von Terrarien fasziniert und studierte viele Amphibien und Reptilien. Zwei entscheidende Kontakte waren die Wissenschaftler Oskar Boettger (1844–1910) und Willy Wolterstorff (1884–1943), die Müllers herpetologische Forschungsarbeit stark förderten.
Lorenz Müller begann als Illustrator an der Zoologischen Staatssammlung München. Da die herpetologische Abteilung jedoch keinen Konservator hatte, wurde er 1903 Kurator. Diese sehr alte und umfangreiche Sammlung umfasst unter anderen Präparate von Johann Baptist von Spix (1781–1826) und Johann Georg Wagler (1800–1832). Unter Müllers Leitung ab 1912 wurde die herpetologische Sektion ständig vergrößert.
Von 1909 bis 1910 nahm Lorenz Müller an einer Expedition ins Amazonasgebiet teil. 1928 wurde er Chefkurator der zoologischen Abteilung in der Zoologischen Staatssammlung München. Während des Ersten Weltkriegs diente er auf dem Balkan und betrieb die meiste Zeit herpetologische Forschungsarbeit.
In den 1920er-Jahren betrieb Müller intensive Studien an den Mauereidechsen (Podarcis) der Balearischen Inseln. Er beschrieb mehrere neue Unterarten, darunter die heute ausgestorbene Form Podarcis lilfordi rodriquezi.
1948 gab er die Leitung der herpetologischen Abteilung an Walter Hellmich ab und widmete sich Wiederaufbau der stark zerstörten Zoologischen Staatssammlung München. 1953 starb er im Alter von 85 Jahren an einer Bronchitis. Müller veröffentlichte über 100 wissenschaftliche Artikel zur Herpetofauna.

## Werke (Auswahl)
- Ueber einen neuen Gecko aus Kamerun und eine neue colubrine Schlange aus Centralchina. In: Zoologischer Anzeiger Leipzig. 1907, Volume 31, S. 824–830 (biodiversitylibrary.org)
- Beiträge zur Herpetologie Kameruns, 1910
- Zoologische Ergebnisse einer Reise in das Mündungsgebiet des Amazonas: Allgemeine Bemerkungen über Fauna und Flora des bereisten Gebietes. Band 1. Verlag der Bayerischen Akademie der Wissenschaften, 1912
- On a new species of the genus Pipa from Northern Brazil. In: Annals And Magazine of Natural History. 1914, Volume 14, S. 101–102 (biodiversitylibrary.org)
- Über neue und seltene Mittel- und Südamerikanische Amphibien und Reptilien, 1923
- Forschungsreisen Stromers in den Wüsten Ägyptens. V. Tertiäre Wirbeltiere: 1. Beiträge zur Kenntnis der Krokodilier des ägyptischen Tertiärs. Verlag der Bayerischen Akademie der Wissenschaften, 1927 (mit Bernhard Peyer, Wilhelm Weiler und Kálmán Lambrecht)
- Liste der Amphibien und Reptilien Europas. Abhandlungen der Senckenbergischen Naturforschenden Gesellschaft. Heft 41(1):S. 1–62, 1928 (mit Robert Mertens)
- Reptilien und Amphibien (Wissenschaftliche Ergebnisse der Deutschen Gran Chaco-Expedition) Bd. 1. (mit Walter Hellmich), Verlag Strecker und Schröder, Stuttgart, 1936